# 신마쓰도역
신마쓰도역(일본어: 新松戸駅, しんまつどえき)은 일본 지바현 마쓰도시에 있는 철도역이다.

## 타는 곳
| 1 | 조반 완행선 | 가시와・아비코・도리데 방면                                                                |
| 2 | 조반 완행선 | 마쓰도・기타센주・요요기우에하라 방면                                                      |
| 3 | 무사시노선  | 무사시우라와・니시코쿠분지・후추혼마치 방면                                                |
| 4 | 무사시노선  | 히가시마쓰도・니시후나바시・게이요선에 직결 운행 마이하마・도쿄(쾌속)・가이힌마쿠하리 방면 |

## 역세권 정보
- 고야역(류테쓰 나가레야마선, 매우 가까우나 환승역이 아님)

## 역사
- 1973년 4월 1일: 영업 개시.

## 사진

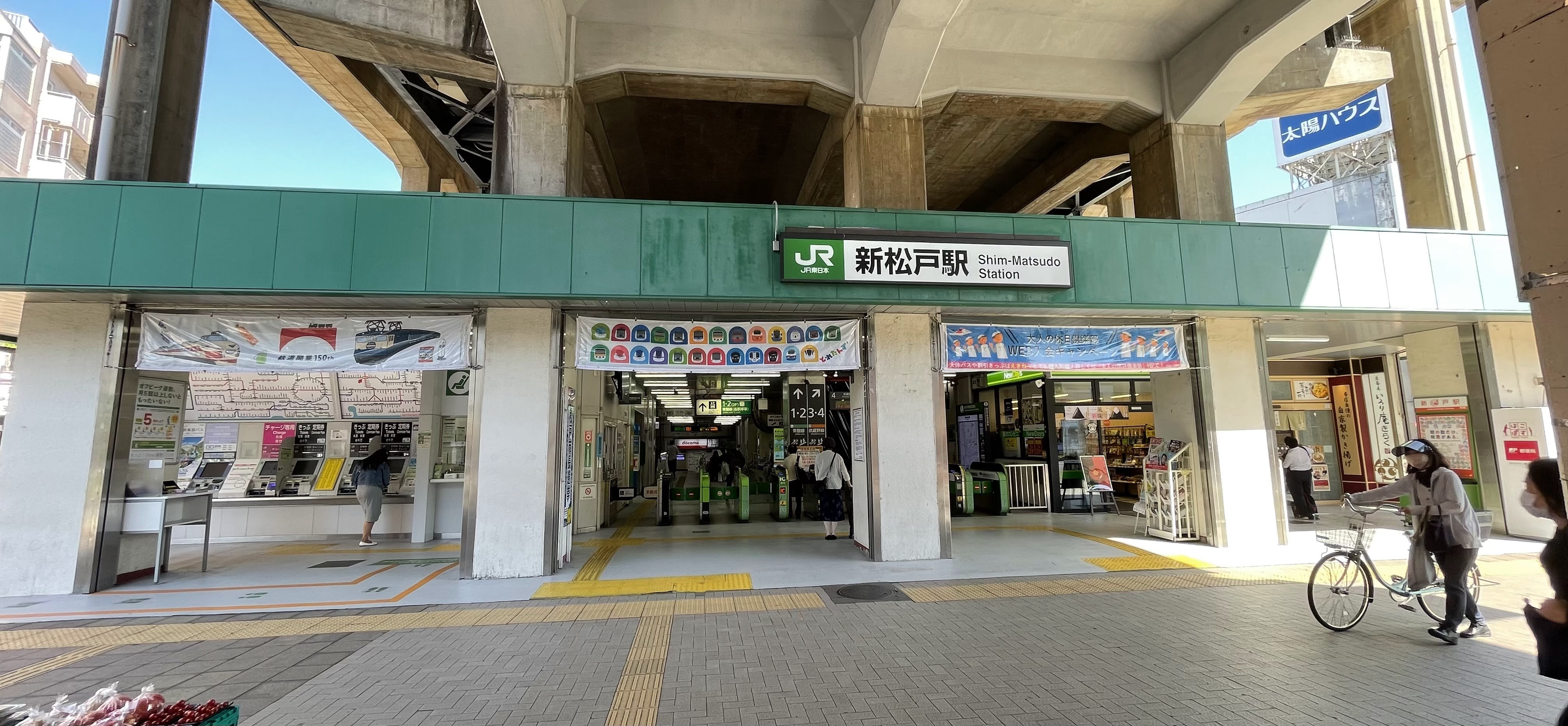
출입구 모습(2022년 6월)
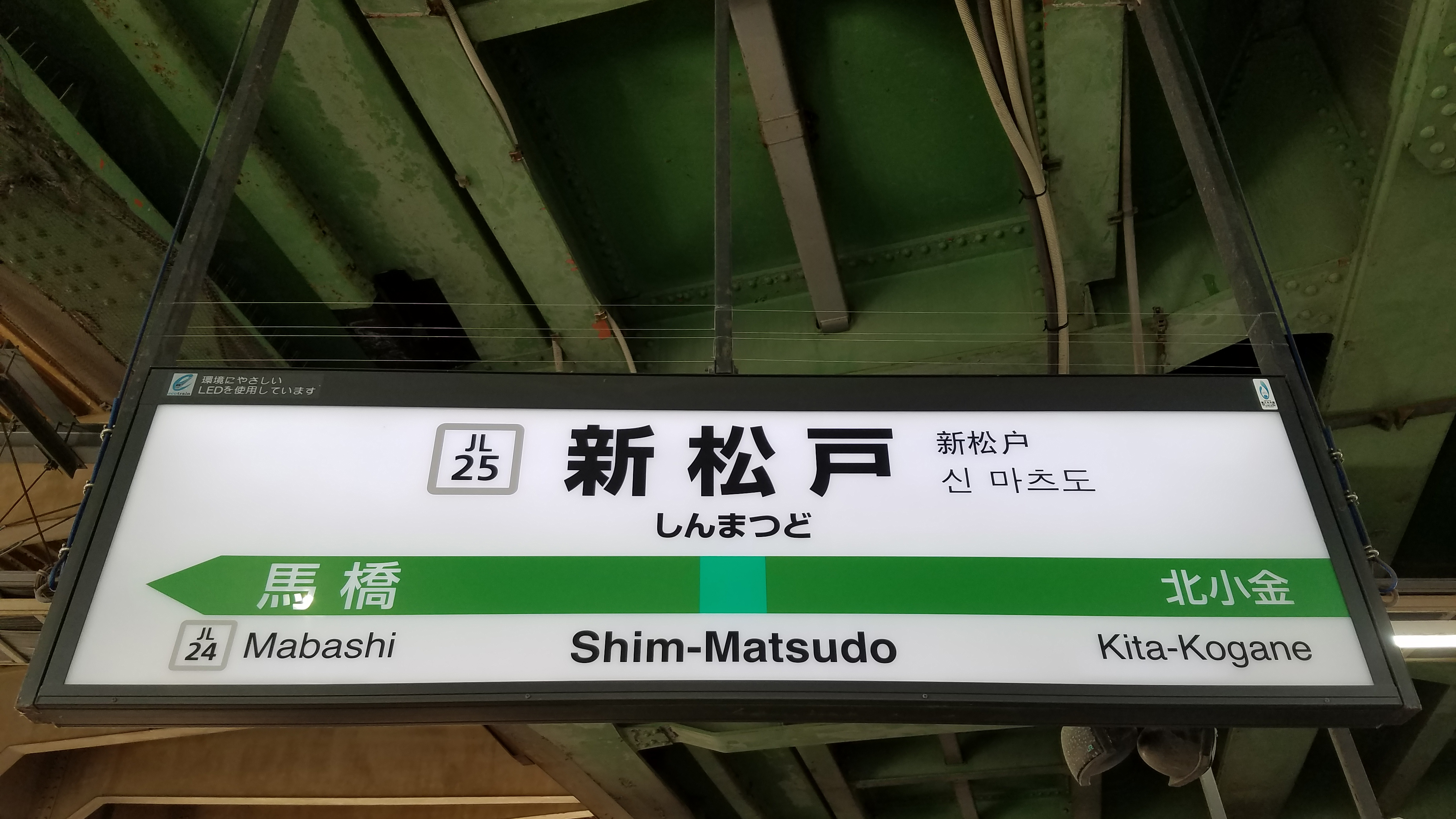
조반 완행선 역명판(2021년 1월)
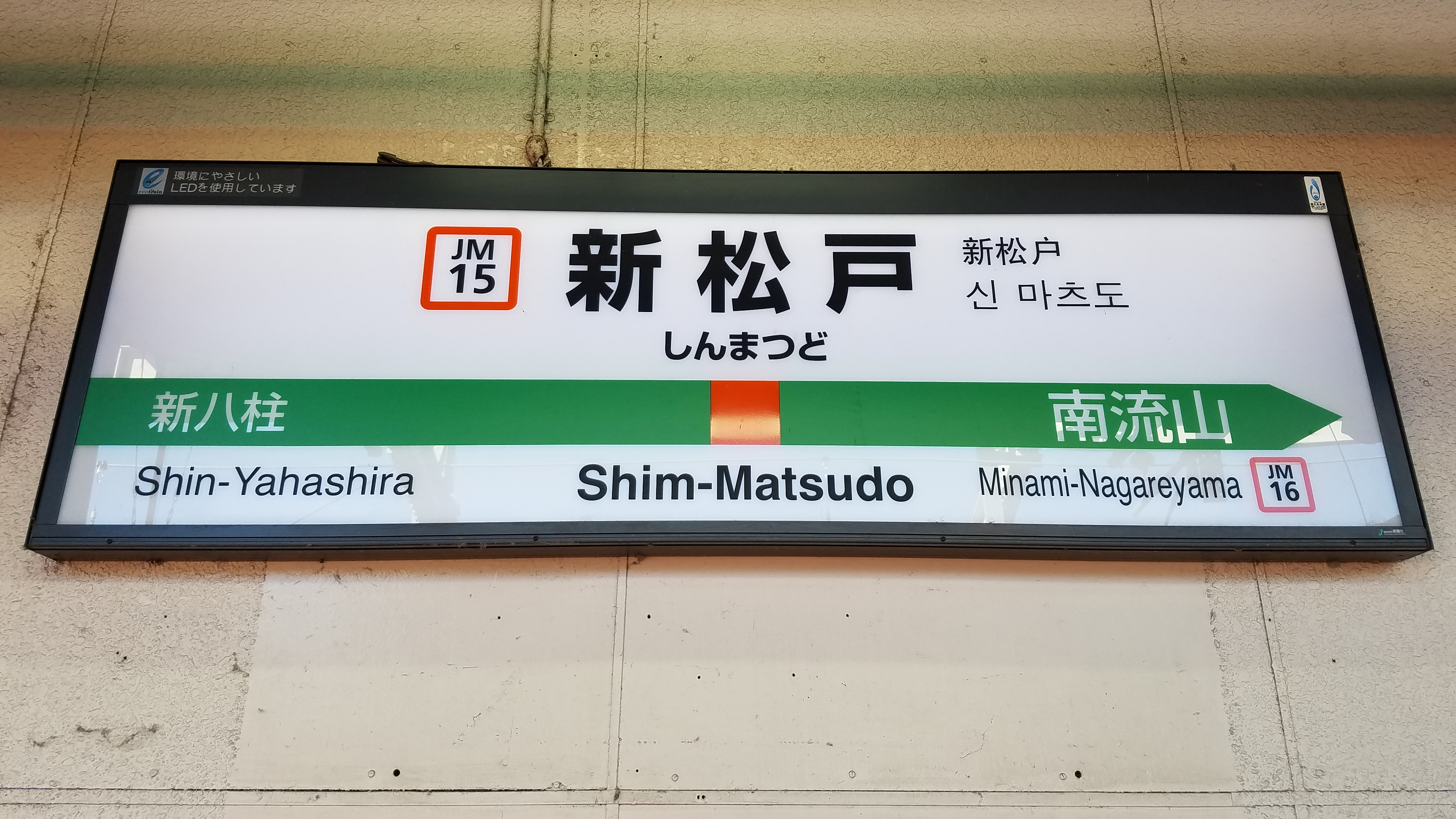
무사시노선 역명판(2021년 1월)

## 인접역
| 동일본 여객철도 조반선           | 동일본 여객철도 조반선 | 동일본 여객철도 조반선       |
| -------------------------------- | ---------------------- | ---------------------------- |
| JL 24 마바시 아야세 방면         | 각역정차               | JL 26 기타코가네 도리데 방면 |
| 동일본 여객철도 무사시노선       |                        |                              |
| 미나미나가레야마 후추혼마치 방면 | 무사시노선             | 신야하시라 니시후나바시 방면 |